# Liste der Kommissionen der Österreichischen Akademie der Wissenschaften
Kommissionen sind die ursprüngliche Form der Forschung an der Österreichischen Akademie der Wissenschaften (ÖAW), welche bereits seit ihrer Gründung 1847 bestehen. Die weiteren Forschungseinrichtungen der Akademie sind heute „Unternehmungen“, „Institute“ und „Forschungsstellen“. Die Kommissionen erfüllen einen großen Teil der innerhalb der Akademie erbrachten Forschungsleistungen. Als Träger und Leitungsgremium fungiert eine Gruppe von Forschern – die „Kommission“ –, die regelmäßig, zumindest aber einmal jährlich zusammentritt.
Die Mitglieder einer Kommission werden für eine Funktionsperiode von längstens fünf Jahren gewählt, die Wiederwahl ist ohne Begrenzung möglich. In Ermangelung entsprechender Experten können auch Personen in eine Kommission gewählt werden, die nicht Mitglieder der ÖAW sind. Als Obmann einer Kommission wird aus deren Mitte ein wirkliches oder korrespondierendes Mitglied gewählt, dem die Einberufung und Leitung der Sitzungen sowie die wissenschaftliche und wirtschaftliche Leitung obliegt.
Die Kommission erfüllt sowohl Steuerungs- als auch Aufsichtsfunktionen über den Verlauf der Forschung und ist trotz ihres hohen Alters nach wie vor ein leistungsfähiges Forschungsmodell, insbesondere in geistes-, sozial- und rechtswissenschaftlichen Forschungsbereichen.
Kommissionen können von den beiden Klassen der Akademie (d. h. der mathematisch-naturwissenschaftlichen und der philosophisch-historischen) eingesetzt werden, daneben gibt es gemeinsame Kommissionen (d. h. Kommissionen der Gesamtakademie).

## Liste sämtlicher Kommissionen
Die folgende Aufstellung der Kommissionen (bzw. der Einrichtungen im Rang einer Kommission bzw. Subkommission wie Komitees, Arbeitsgruppen etc.) der Österreichischen Akademie der Wissenschaften basiert auf der Publikation [Hittmair / Hunger] aus dem Jahr 1997. Sie gliedert sich in drei Teile:
- Aktive Kommissionen
- Kommissionen, die in einer anderen Körperschaft aufgegangen sind
- Aufgelöste Kommissionen

Innerhalb dieser drei Bereiche sind die Kommissionen chronologisch nach ihrem Gründungsjahr geordnet.

### Legende
| Abkürzung         | Erklärung                                   |
| ----------------- | ------------------------------------------- |
| A.                | Ausland                                     |
| Alm               | Almanach                                    |
| EM                | Ehrenmitglied                               |
| FS                | Festschrift                                 |
| I.                | Inland                                      |
| Kl.               | Klasse                                      |
| k. M. (kM)        | korrespondierendes Mitglied                 |
| math.-nat. (mn.)  | mathematisch-naturwissenschaftlich          |
| N                 | Nachruf                                     |
| o.M.              | ordentliches Mitglied (1938–1945)           |
| ÖAW               | Österreichische Akademie der Wissenschaften |
| phil.-hist. (ph.) | philosophisch-historisch                    |
| w. M. (wM)        | wirkliches Mitglied                         |

### Aktive Kommissionen
(Stand 1997, Gründungsjahr in Klammer neben dem Titel)
Historische Kommission (1847)
Von der ph. Kl. als Kommission zur Herausgabe österreichischer Geschichtsquellen eingesetzt am 24. November 1847, permanent erklärt am 22. Dezember 1847, umbenannt am 6. Februar 1878, mit der Weistümer- und Urbarkommission vereinigt von 10. Jänner 1973 bis 11. Dezember 1974, umbenannt in Historische Kommission der ÖAW am 10. Jänner 1973, rückbenannt, mit der Kommission für die Geschichte Österreichs vereinigt mit 1. Jänner 1993.
Berichterstatter: Joseph Chmel, Theodor von Karajan. Obmänner: Alfred von Arneth (1878), Engelbert Mühlbacher (1892), Konstantin Jireček (1904), Oswald Redlich (1918), Alfons Dopsch (1941), Leo Santifaller (1946), Heinrich Fichtenau (1974), Richard Georg Plaschka (1992).
Kommission zur Herausgabe des Corpus der lateinischen Kirchenväter (CSEL) (1864)
Von der ph. Kl. als Kommission zur Herausgabe eines Corpus kritisch berichtigter Texte der lateinischen Kirchenväter eingesetzt am 24. Februar 1864, in Kommission zur Herausgabe spätlateinischer Texte umbenannt am 22. Jänner 1941, erneut umbenannt am 27. Juni 1945.
Obmänner: Johannes Vahlen (1864), Franc Miklošič (1885), Wilhelm von Hartel (1891), Wilhelm Meyer-Lübke (1907), Edmund Hauler (1916), Richard Meister (1941), Rudolf Hanslik (1964), Herbert Hunger (1982), Adolf Primmer (1991), Kurt Smolak (2001).
Prähistorische Kommission (1878)
Als Kommission zur Förderung von prähistorischen Forschungen und Ausgrabungen auf österreichischem Gebiet von der mn. Kl. eingesetzt am 4. April 1878, zur gemeinsamen Kommission erweitert am 15. Dezember 1886 (ph. Kl.) und am 5. Mai 1887 (mn. Kl.), umbenannt 1939.
Obmänner: v. Hochstetter (1878), v. Hauer (1885), Franz Steindachner (1902), Much (1920), Oswald Menghin (1937), Josef Weninger (1945), Richard Pittioni (1957), Hermann Vetters (1986), Herwig Friesinger (1988).
Kleinasiatische Kommission (1890)
Von der ph. Kl. als Kommission für archäologische Erforschungen Kleinasiens eingesetzt am 12. März 1890, in Kommission für die archäologische Erforschung Kleinasiens umbenannt 1905, mit der Kommission für mykenische Forschung zur Kommission für kleinasiatische Epigraphik und ägäische Altertumsforschung, Abteilung für kleinasiatische Epigraphik zusammengelegt am 11. Dezember 1974, verselbständigt und umbenannt am 13. April 1988.
Obmänner: Schenkl (1890), Otto Benndorf (1903), Friedrich von Kenner (1904), Eugen Bormann (1916), Emil Reisch (1918), Wilhelm (1934), Josef Keil (1949), Fritz Schachermeyr (1964), Gerhard Dobesch (1988).
Kommission zur Herausgabe der mathematischen Encyklopädie (1895)
Von der mn. Kl. eingesetzt am 7. März 1895. Ein Unternehmen des Kartells der deutschen Akademien bzw. der Internationalen Assoziation (Delegation 1934).
Obmänner: Gustav von Escherich (1903), Wilhelm Wirtinger (1935), prov. Prey (1947), Kruppa (1949), Edmund Hlawka (1974).
Kommission für Schrift und Buchwesen des Mittelalters (1897)
Von der ph. Kl. als Kommission für die Herausgabe der Bibliothekskataloge des Mittelalters eingesetzt am 3. Februar 1897, erweitert und umbenannt am 6. Mai 1966.
Obmänner: Wilhelm von Hartel (1897), Engelbert Mühlbacher (1902), Emil von Ottenthal (1911), Oswald Redlich (1932), Richard Meister (1938), Herbert Hunger (1963), Otto Kresten (1990).
Balkan-Kommission (1897)
Von der ph. Kl. als Kommission für die historisch-archäologische und philologisch-ethnographische Durchforschung der Balkanhalbinsel eingesetzt am 3. Februar 1897, in Linguistische und Antiquarische Abteilung geteilt 1907, zur gemeinsamen Kommission erweitert am 20. Dezember 1940 und 23. Jänner 1941, in Südost-Kommission (mit einer geistes- und naturwissenschaftlichen Abteilung) umbenannt 1943, wieder unter der Kommission der ph. Kl. eingereiht am 10. Dezember 1948, in Balkan-Kommission umbenannt am 22. März 1950, Umbenennung der Linguistischen Abteilung in Philologische Abteilung am 13. Dezember 1989, Zusammenlegung der Antiquarischen und Philologischen Abteilung mit 1. Jänner 1993.
Obmänner: Otto Benndorf (1897); seit 1907 in zwei Abteilungen: Linguistische Abteilung: Vatroslav Jagić (1907), Paul Kretschmer (1923), Wilhelm Havers (1956), Heinz Kronasser (1961), Josef Hamm (1966) und František Václav Mareš (1982); Antiquarische Abteilung: Friedrich von Kenner (1907), Emil Reisch (1923), Carl Patsch (1935), Rudolf Egger (1950), Hermann Vetters (1966); Radoslav Katičić (1993).
Kommission für den historischen Atlas Österreichs (1898)
Von der ph. Kl. bei der Historischen Kommission als Subkommission für die Herausgabe eines historischen Atlas der Alpenländer Österreichs eingesetzt am 2. November 1898, verselbständigt am 5. Juli 1899, umbenannt am 14. Dezember 1994.
Obmänner: Engelbert Mühlbacher (1899), Richter (1904), Oswald Redlich (1905), Hassinger (1943), Loehr (1947), Huter (I960), Posch (1979), Peter Wiesinger (1992).
Ägyptische Kommission (1907)
Von der ph. Kl. eingesetzt am 4. Dezember 1907.
Obmänner: Eugen Böhm von Bawerk (1907), Kenner (1914), Junker (1923), Meister (1962), Schachermeyr (1964), Bietak (1989).
Kommission für die Neubearbeitung der Regesta Imperii (1930)
Von der ph. Kl. als Kommission zur Leitung der Regesta Imperii eingesetzt am 29. Oktober 1930, später Angliederung an die Historische Kommission, neu eingesetzt und umbenannt am 26. April 1939.
Obmänner: Heinrich Srbik (1939), Leo Santifaller (1945), Heinrich Appelt (1974), Othmar Hageneder (1990).
Kommission für Philosophie und Pädagogik (1936)
Von der ph. Kl. als Kommission für die Geschichte der Erziehung und des Unterrichts eingesetzt am 17. Juni 1936, umbenannt 7. März 1979, in eine gemeinsame Kommission umgewandelt am 3. April 1987.
Obmänner: Meister (1943), Kainz (1964), Heintel (1977), Klein (1991).
Kommission für Herausgabe der Inschriften des Deutschen Mittelalters (1937)
Von der ph. Kl. eingesetzt am 12. Mai 1937.
Obmänner: Hirsch (1937), Kralik (1941), Meister (1960), Höfler (1964), Heinrich Appelt (1969), Koch (1988).
Kommission für Musikforschung (1944)
Von der ph. Kl. eingesetzt am 21. Juni 1944.
Obmänner: Dietrich Kralik (1944), Erich Schenk (1946), Franz Grasberger (1974), Othmar Wessely (1982), Franz Födermayr (1998), Rudolf Flotzinger (1999), Gernot Gruber (2006).
Kommission für Byzantinistik (1948)
Von der ph. Kl. eingesetzt am 14. April bzw. 25. November 1948, zusammengelegt mit der Kommission für frühchristliche und ostkirchliche Kunst am 2. März 1988.
Obmänner: Kretschmer (1948), Lesky (1955), Gerstinger (1956), Hunger (1971), Kresten (1995).
Kommission für Geophysikalische Forschungen (1952)
Von der mn. Kl. durch Zusammenziehung der Erdbebenkommission und der Kommission für luftelektrische Untersuchungen als Geophysikalische Kommission eingesetzt am 8. Mai 1952, mit der Kommission für Hochalpine Forschung zusammengelegt und umbenannt am 28. November 1991.
Obmänner: Ficker (1952), Mader (1953), Steinhauser (1960), Weber (1992).
Kommission für die Geschichte der Habsburgermonarchie (1959)
Von der ph. Kl. als Kommission für Geschichte der Österreichisch-ungarischen Monarchie eingesetzt am 4. bzw. 18. März 1959, umbenannt am 15. Dezember 1993.
Obmänner: Hantsch (1959), Wandruszka (1972), Stourzh (1992), Rumpier (1997).
Kommission für Geschichte der Naturwissenschaften, Mathematik und Medizin (1961)
Von der mn. Kl. als Kommission für Geschichte der Naturwissenschaften eingesetzt am 9. November 1961, zur gem. Kommission für Geschichte der Mathematik und der Naturwissenschaften erweitert am 9. Oktober 1964, umbenannt in Kommission für Geschichte der Mathematik, Naturwissenschaften und Medizin am 21. Juni 1974, erneut umbenannt am 26. April 1996.
Obmänner: Knoll (1961), Hlawka (1969), Hittmair (1992).
Kommission für Wirtschafts-, Sozial- und Stadtgeschichte (1961)
Von der ph. Kl. als Kommission für Stadtgeschichtsforschung eingesetzt am 8. März 1961, erweitert am 24. April 1963.
Obmänner: Alfons Lhotsky (1961), Hoffmann (1968), Othmar Pickl (1983).
Kommission für Theatergeschichte (1962)
Von der ph. Kl. eingesetzt als Kommission für Theatergeschichte Österreichs am 13. Juni 1962, umbenannt am 31. März 1993.
Obmänner: Kindermann (1962), Dietrich (1985).
Kommission für Reinhaltung der Luft (1962)
Von der mn. Kl. eingesetzt am 13. Dezember 1962.
Obmänner: Stetter (1962), Malissa (1986), Preining (1991).
Kommission für die paläontologische und stratigraphische Erforschung Österreichs (1963)
Von der mn. Kl. als Kommission für die Herausgabe eines Catalogus Fossilium Austriae eingesetzt am 4. April 1963, umbenannt am 28. November 1991 und 17. Dezember 1992.
Obmänner: Knoll (1964), Othmar Kühn (1966), Helmuth Zapfe (1969), Helmut W. Flügel (1993).
Kommission für Herausgabe eines Sprachatlas von Vorarlberg (1963)
Von der ph. Kl. eingesetzt am 10. Juni 1963 und der Kommission zur Schaffung des Österreichisch-Bayerischen Wörterbuches angegliedert.
Kommission für die Tabula Imperii Byzantini (1966)
Von der ph. Kl. eingesetzt am 23. November 1966.
Obmänner: Herbert Hunger (1966), Koder (1995).
Kommission für Astronomie (1967)
Von der mn. Kl. als Astronomische Kommission eingesetzt am 3. März 1967, umbenannt am 15. Oktober 1992.
Obmänner: Konradin Ferrari d’Occhieppo (1967), Hermann Haupt (1992), Michel Breger (2012)
Kommission für Quartärforschung (1968)
Als gemeinsame Subkommission bei der Prähistorischen Kommission eingesetzt am 5. April 1968, zur selbständigen Kommission erweitert am 10. November 1972.
Obmänner: Spreitzer (1972), Fink (1974), Helmuth Zapfe (1982), Rabeder (1993).
Kommission für Iranistik (1969)
Von der ph. Kl. als Kommission für die Ausarbeitung eines Iranischen Namenbuches eingesetzt am 26. November 1969, umbenannt am 31. Mai 1972 in Iranische Kommission, erneut umbenannt am 13. April 1988.
Obmänner: Mayrhofer (1969), Schindler (1993), Eichner (1995).
Numismatische Kommission (1970)
Von der ph. Kl. eingesetzt am 9. Dezember 1970.
Obmann: Robert Göbl (1970).
Kommission für Europarecht, internationales und ausländisches Privatrecht (1971)
Von der ph. Kl. als Kommission für Europarecht eingesetzt am 17. März 1971, erweitert am 11. November 1977, mit der Kommission für Finanzrechtswissenschaft vereinigt mit 1. Jänner 1993.
Obmann: Fritz Schwind (1971).
Kommission für Literaturwissenschaft (1971)
Von der ph. Kl. eingesetzt am 20. Oktober 1971.
Obmänner: Kindermann (1971), Seidler (1973), Wytrzens (1983), Weiss (1990).
Mykenische Kommission (1971)
Von der ph. Kl. als Kommission für mykenische Forschung eingesetzt am 31. März 1971, mit der Kleinasiatischen Kommission zur Kommission für kleinasiatische Epigraphik und ägäische Altertumsforschung, Abt. für mykenische Forschung zusammengelegt am 11. Dezember 1974, verselbständigt und umbenannt am 13. April 1988.
Obmänner: Fritz Schachermeyr (1971), Sigrid Deger-Jalkotzy (1988).
Kommission für Altgermanistik (1972)
Von der ph. Kl. als Kommission für den Thesaurus Palaeo-germanicus eingesetzt am 16. Februar 1972, in Kommission für Germanische Altertumskunde umbenannt am 15. Dezember 1976, erneut umbenannt am 4. April 1979.
Obmänner: Höfler (1972), Birkhan (1982).
Kommission für Linguistik und Kommunikationsforschung (1972)
Von der ph. Kl. eingesetzt am 10. März 1972.
Obmänner: Mayrhofer (1972), Issatschenko (1973), Mario Wandruszka (1978), Mayrhofer (1983), Dressler (1988).
Kommission für Frühmittelalterforschung (1972)
Von der ph. Kl. eingesetzt am 28. April 1972.
Obmänner: Hermann Vetters (1972), Herwig Wolfram (1982).
Komitee „Österreich und Italien in neuerer Zeit“ (1973)
Von der ph. Kl. bei der Kommission für Geschichte Österreichs als Subkommission eingesetzt am 26. Jänner 1973.
Obmann: Adam Wandruszka (1973).
Komitee „Österreich und Slowenien“ (1973)
Von der ph. Kl. bei der Kommission für Geschichte Österreichs als Subkommission „Geschichte der österreichisch-jugoslawischen Beziehungen in neuerer und neuester Zeit“ eingesetzt am 24. Oktober 1973, nach dem Zerfall Jugoslawiens umbenannt 1991/92.
Obmänner: Adam Wandruszka (1973), Moritsch (1995).
Kommission für Publikumsforschung (1973)
Von der ph. Kl. eingesetzt am 26. Jänner 1973, ersetzt durch ein Kuratorium am 28. März 1973, in ein Institut umgewandelt am 9. März 1973.
Obmann: Kindermann (1973).
Kommission für das Corpus der antiken Mosaiken Kleinasiens (1973)
Von der ph. Kl. eingesetzt am 28. November 1973.
Obmänner: Hermann Vetters (1973), Jobst (1991).
Kommission für Antike Rechtsgeschichte (1974)
Von der ph. Kl. eingesetzt am 6. Februar 1974.
Obmann: Walter Selb (1974), Theo Mayer-Maly (1995), Gerhard Thür (1997).
Kommission für die Wiener Diplomata-Ausgabe der Monumenta Germaniae Historica (MGH) (1974)
Von der ph. Kl. eingesetzt am 8. Oktober 1974 (die Wiener Diplomata-Abteilung unterstand zuvor dem Protektorat der Historischen Kommission).
Obmann: Heinrich Appelt (1974).
Dokumentationsstelle für Geschichte der Naturwissenschaften und Geographie (1974)
Von der Gesamtakademie bei der Kommission für Geschichte der Mathematik, Naturwissenschaften und Medizin eingesetzt am 21. Juni 1974.
Leiter: Hamann (1974).
Komitee „Österreich und Ungarn“ (1976)
Von der ph. Kl. bei der Kommission für Geschichte Österreichs als Subkommission eingesetzt am 4. Februar 1976.
Obmänner: Richard G. Plaschka (1976), Horst Haselsteiner (1993).
Kommission für literarische Gebrauchsformen (1976)
Von der ph. Kl. eingesetzt am 20. Oktober 1976.
Obmann: Werner Welzig (1976).
Kommission für Grundlagen der Mineralrohstofforschung (1977)
Von der mn. Kl. eingesetzt am 24. November 1977.
Obmänner: Petraschek (1977), Zemann (1986).
Komitee „Österreich und Ungarn“ (1978)
Von der ph. Kl. als Österreichisch-Ungarische gemischte Kommission für Literaturwissenschaft eingesetzt am 22. November 1978, der Kommission für Literaturwissenschaft angegliedert und umbenannt am 11. März 1992.
Obmänner: Seidler (1978), Wytrzens (1989), Weiss (1990), Csáky (1992).
Keltische Kommission (1979)
Von der ph. Kl. eingesetzt am 28. November 1979.
Obmann: Meid (1979).
Kommission für Kunstgeschichte (1979)
Von der ph. Kl. eingesetzt am 24. Jänner bzw. 7. März 1979.
Obmänner: Pacht (1979), Hermann Fillitz (1986).
Kommission für Mathematik (1981)
Von der mn. Kl. eingesetzt am 5. März 1981.
Obmann: Hlawka (1981), Gruber (1996).
Komitee „Österreich und Polen“ (1983)
Von der ph. Kl. bei der Kommission für Geschichte Österreichs als Subkommission eingesetzt am 22. März 1983.
Obmann: Leitsch (1983).
Komitee „Österreich und die Tschechische Republik“ (1986)
Von der ph. Kl. bei der Kommission für Geschichte Österreichs als Subkommission Österreich und Tschechoslowakei eingesetzt am 9. April 1986.
Obmann: Richard G. Plaschka (1986).
Kommission für antike Literatur und lateinische Tradition (1986)
Von der ph. Kl. durch Umbenennung der am 15. Dezember 1982 zusammengelegten Kommission für den Thesaurus Linguae Latinae und das Mittellateinische Wörterbuch eingesetzt am 9. April 1986, mit der Kommission für das Lexicon Iconographicum Mythologiae Classicae vereinigt mit 1. Jänner 1993, letzteres am 6. März 1996 aus- und der Forschungsstelle für Archäologie angegliedert.
Obmann: Schwabl (1986).
Kommission für Technikbewertung (1987)
Als gemeinsame Kommission eingesetzt am 6. November 1987, in eine Forschungsstelle umgewandelt am 11. Dezember 1987, in ein Institut umgewandelt und umbenannt in Institut für Technikfolgen-Abschätzung am 17. Dezember 1994.
Komitee „Österreich und die Bundesrepublik Deutschland“ (1990)
Von der ph. Kl. bei der Kommission für Geschichte Österreichs als Subkommission eingesetzt am 17. Jänner 1990.
Obmänner: Gerald Stourzh (1990), Helmut Rumpler (1990).
Kommission für Historische Pressedokumentation (1991)
Von der Gesamtakademie als Arbeitsgruppe der Kommission für die Ausarbeitung eines Österreichischen Biographischen Lexikons eingesetzt am 24. April 1991, umgewandelt mit 1. Februar 1994.
Obmann: Herbert Matis (1991).
Komitee „Österreich und Belgien“ (1991)
Von der ph. Kl. bei der Kommission für Geschichte Österreichs als Subkommission eingesetzt am 6. März 1991.
Obmänner: Gerald Stourzh (1991), Moritz Csáky (1991).
Komitee „Österreich und die Slowakische Republik“ (1992)
Von der ph. Kl. bei der Historischen Kommission eingesetzt am 11. März 1992.
Obmann: Richard G. Plaschka (1992).
Arbeitsgruppe „Österreich und Rumänien“ (1993)
Von der ph. Kl. bei der Kommission für Geschichte Österreichs eingesetzt am 13. Dezember 1993.
Obmann: Maximilian Peyfuss (1993).
Kommission für Rechtsgeschichte Österreichs (1995)
Von der ph. Kl. zusammengelegt aus der Kommission für die Savigny-Stiftung und der Vereinigten Weistümer- und Urbarkommission mit 1. Jänner 1995.
Obmann: Werner Ogris (1995).
Kommission für Sozialanthropologie (1995)
Von der ph. Kl. durch Umbenennung der mit der Arabischen Kommission vereinigten Ethnologischen Kommission eingesetzt am 18. Jänner 1995.
Obmann: Dostal (1995).
Kommission für interdisziplinäre ökologische Studien (1996)
Als gemeinsame Kommission eingesetzt am 28. März 1996.
Obmann: Ehrendorfer (1996).

### Kommissionen die in einer anderen Körperschaft aufgegangen sind
(Stand 1997, Bestandszeitraum in Klammer neben dem Titel)
Vereinigte Weistümer- und Urbarkommission (1864–1994)
Von der ph. Kl. als Kommission zur Herausgabe österreichischer Weistümer eingesetzt am 7. Jänner 1864, erweitert und umbenannt am 2. November 1902, mit der Historischen Kommission zusammengelegt am 10. Jänner 1973, als selbständige Kommission wieder errichtet am 11. Dezember 1974, mit der Kommission für die Savigny-Stiftung zur Kommission für Rechtsgeschichte Österreichs zusammengelegt mit 1. Jänner 1995.
Obmänner: Siegel (1864), Inama-Sternegg (1902), Winter (1909), Alfons Dopsch (1922), Leo Santifaller (1944), Huter (1974), Grass (1979).
Kommission für die Savigny-Stiftung (1864–1994)
Von der ph. Kl. eingesetzt am 13. Jänner 1864, Beschluss auf Herausgabe des Schwabenspiegels aus dem Ertrag der Stiftung 1872, mit der Vereinigten Weistümer- und Urbarkommission zur Kommission für Rechtsgeschichte Österreichs zusammengelegt mit 1. Jänner 1995.
Obmänner: von Luschin (1903), von Voltelini (1936), Alfons Dopsch (1941), Planitz (1945), Loehr (1954), Lentze (1960), Selb (1970), Käser (1972), Ogris (1975).
Kommission für ozeanographische Forschung (1889–1925)
Von der mn. Kl. als Kommission für die Erforschung des östlichen Mittelmeeres eingesetzt am 11. April 1889, umbenannt 1897, aufgelassen 1925.
Obmann: Steindachner (1889).
Kommission zur Herausgabe eines Thesaurus Linguae Latinae (1893–1986)
Von der ph. Kl. als Kommission für die Vorarbeiten zur Herausgabe eines Thesaurus Linguae Latinae eingesetzt am 5. Juni 1893, in Kommission zur Herausgabe eines Thesaurus Linguae Latinae umbenannt 1903, mit der Kommission für die Neubearbeitung des Mittellateinischen Wörterbuches zusammengelegt am 15. Dezember 1982, die beiden zusammengelegten Kommissionen in Kommission für antike Literatur und lateinische Tradition umbenannt am 9. April 1986.
Obmänner: Gomperz (1893), von Hartel (1903), Meyer-Lübke (1907), Hauler (1921), Meister (1941), Lesky (1957), Hanslik (1970), Kraus (1982), Primmer (1985).
Erdbebenkommission (1895–1952)
Von der mn. Kl. eingesetzt am 25. April 1895, mit der Kommission für luftelektrische Untersuchungen zusammengezogen und zur Geophysikalischen Kommission erweitert am 8. Mai 1952.
Obmänner: von Mojsisovics (1903), Uhlig (1908), Tschermak (1921), Ficker (1945).
Kommission zur Herausgabe der Nuntiaturberichte aus Deutschland und der Trienter Konzilskorrespondenz (1896–1922)
Von der ph. Kl. als Kommission zur Herausgabe der Nuntiaturberichte aus Deutschland eingesetzt am 18. November 1896, erweitert am 17. Dezember 1902, als Sonderkommission aufgelassen 1922 und von der Historischen Kommission übernommen.
Kommission zur Erforschung von illiteraten Sprachen außereuropäischer Völker (1897–1938)
Von der ph. Kl. als Kommission zur Erforschung amerikanischer, asiatischer und afrikanischer Sprachen eingesetzt am 3. Februar 1897, umbenannt 1910, durch Vereinigung mit der Kommission zur Herausgabe der in den Kriegsgefangenenlagern aufgenommenen Gesänge und Texte aufgegangen in der Kommission zur Erforschung primitiver Kulturen und Sprachen (Ethnologische Kommission) am 2. März 1938.
Obmänner: Reinisch (1901), Junker (1923).
Kommission für die Erforschung des römischen Limes (1897–1992)
Von der ph. Kl. als Kommission zur Erforschung des römischen Limes zunächst im Gebiet von Ober- und Niederösterreich eingesetzt am 3. Februar 1897, umbenannt am 9. Dezember 1987, mit. der Kommission für Praktische Archäologie vereinigt mit 1. Jänner 1993.
Obmänner: Kenner (1897), Reisch (1923), Kubitschek (1933), Hauler (1936), Egger (1941), Praschniker (1945), Egger (1948), Hermann Vetters (1969).
Südarabische Kommission (1898–1920)
Von der ph. Kl. eingesetzt am 15. Juli 1898, mit der Nordarabischen Kommission vereinigt zur Vereinigten Nord- und Südarabischen Kommission am 4. März 1920.
Obmänner: Müller (1898), Karabacek (1916).
Phonogrammarchivs-Kommission (1899–1989)
Als gemeinsame Kommission für die Gründung eines phonographischen Archives eingesetzt am 27. April 1899, umbenannt 1917, in eine Einrichtung umgewandelt am 23. Juni 1989, in ein Institut der Gesamtakademie umgewandelt mit 1. Februar 1994.
Obmänner bzw. Vorstand: Exner (1903), Luick (1926), Durig (1936), Wild (1938), Kühnelt (1968), Födermayr (1988).
Kommission für die Untersuchung der radioaktiven Substanzen (1901–1938)
Von der mn. Kl. eingesetzt am 20. Juni 1901, aufgegangen im Kuratorium des Institutes für Radiumforschung am 28. April 1938.
Obmänner: Exner (1903), Schweidler (1926).
Kommission für Luftelektrizität (1901–1921), Kommission für luftelektrische Untersuchungen (1928–1952)
Von der mn. Kl. als Kommission für Luftelektrizität eingesetzt am 14. November 1901, aufgelöst 1921, neu eingesetzt als Kommission für luftelektrische Untersuchungen am 9. November 1928, mit der Erdbebenkommission zusammengelegt zur Geophysikalischen Kommission am 8. Mai 1952.
Obmänner: Hann (1903), Schweidler (1928), Benndorf (1948).
Nordarabische Kommission (1902–1920)
Von der ph. Kl. eingesetzt am 19. Februar 1902, mit der Südarabischen Kommission zusammengelegt zur Vereinigten Nord- und Südarabischen Kommission am 4. März 1920.
Obmann: Müller (1902).
Kommission für Mundartkunde und Namenforschung (1911–1992)
Von der ph. Kl. als Kommission zur Herausgabe eines Österreichisch-Bayerischen Wörterbuches eingesetzt am 11. Jänner 1911 bzw. 15. März 1911, in Kommission zur Schaffung des Österreichisch-Bayerischen Wörterbuches und zur Erforschung unserer Mundarten umbenannt 1931, erneut umbenannt am 21. Mai 1969, in eine Einrichtung umgewandelt und umbenannt in Österreichische Dialekt und Namenlexika mit 1. Jänner 1993, in ein Institut umgewandelt am 1. Februar 1994.
Obmänner: Seemüller (1911), Kretschmer (1920), Kralik (1956), Meister (1960), Höfler (1964), Kranzmayer (1967), Reiffenstein (1975).
Vereinigte Nord- und Südarabische Kommission (1920–1945)
Von der ph. Kl. durch Zusammenlegung der Nordarabischen Kommission und der Südarabischen Kommission eingesetzt am 4. März 1920, aufgegangen in der Arabischen Kommission am 27. Juni 1945.
Obmann: Christian (1939).
Kommission zur Herausgabe der in den Kriegsgefangenenlagern aufgenommenen Gesänge nd. Texte (1921–1938)
Von der ph. Kl. eingesetzt am 23. November 1921, durch Vereinigung mit der Kommission zur Erforschung von illiteraten Sprachen außereuropäischer Völker in der Kommission für die Erforschung primitiver Sprachen und Kulturen (Ethnologische Kommission) aufgegangen am 2. März 1938.
Obmann: Kretschmer (1921).
Kommission für Hochalpine Forschung (1930–1991)
Von der mn. Kl. eingesetzt am 16. Oktober 1930, mit der Kommission für Geophysikalische Forschungen zusammengelegt am 28. November 1991.
Obmänner: Durig (1930), Ficker (1947), Steinhauser (1957).
Ethnologische Kommission (1938–1995)
Von der ph. Kl. als Kommission für die Erforschung primitiver Sprachen und Kulturen durch Zusammenlegung der Kommission zur Erforschung von illiteraten Sprachen außereuropäischer Völker und der Kommission zur Herausgabe der in den Kriegsgefangenenlagern aufgenommenen Gesänge und Texte eingesetzt am 2. März 1938, umbenannt am 22. November 1961, mit der Arabischen Kommission vereinigt mit 1. Jänner 1993, umbenannt in Kommission für Sozialanthropologie mit 1. Jänner 1995.
Obmänner: Kretschmer (1938), Koppers (1956), Heine-Geldern (1961), Pittioni (1968), Schmidt (1970), Oberhammer (1982), Dostal (1988).
Altsüdarabisches Wörterbuch (1943–1945)
Von der ph. Kl. als Kommission zur Schaffung eines Wörterbuches des Altsüdarabischen eingesetzt am 23. Juni 1943, mit der Arabischen K, zusammengelegt am 27. Juni 1945.
Obmann: Christian (1943).
Arabische Kommission (1945–1992)
Von der ph. Kl. durch Zusammenziehung d. Vereinigten Nord- und Südarabischen R. und d. R. zur Schaffung eines Altsüdarabischen Wörterbuches eingesetzt am 27. Juni 1945, mit der Ethnologischen Kommission zusammengelegt mit 1. Jänner 1993.
Obmänner: Czermak (1945), Christian (1953), Grohmann (1962), Gottschalk (1977), Dostal (1982).
Kommission für die Ausarbeitung eines Österreichischen biographischen Lexikons (1946–1993)
Als gemeinsame Kommission eingesetzt am 25. Oktober 1946, in eine Einrichtung umgewandelt und umbenannt mit 1. Jänner 1993, in ein Institut der Gesamtakademie umgewandelt mit 1. Februar 1994.
Obmänner: Leo Santifaller (1946), Zöllner (1974).
Kommission für Raumforschung (1946–1988)
Als gemeinsame Kommission eingesetzt am 17. Mai 1946 als Kommission für Raumforschung und Wiederaufbau, umbenannt am 11. Oktober 1957, umgewandelt in ein Institut am 18. Dezember 1988.
Obmänner: Hassinger (1946), Bobek (1954), Lichtenberger (1983).
Kommission für die Abteilung für Historische Studien am Österreichischen Kulturinstitut in Rom (1947–1966)
Von der ph. Kl. als Subkommission für das Österreichische Historische Institut in Rom bei der Historischen Kommission eingesetzt am 19. und 24. Februar 1947, umbenannt am 23. November 1955, in ein Kuratorium erweitert am 28. Jänner 1966.
Obmann: Leo Santifaller (1947).
Kommission für Praktische Archäologie (1954–1994)
Von der ph. Kl, auf Antrag der Kleinasiatischen Kommission als Unternehmen Ephesos eingesetzt am 10. März bzw. 12. März 1954, umbenannt am 2. März 1988, mit der Kommission zur Erforschung des Österreichischen Limes vereinigt am 3. Februar 1993, in Forschungsstelle für Archäologie umgewandelt und umbenannt mit 1. Februar 1994.
Leiter/Obmann: Hermann Vetters (1973).
Kommission zur Erforschung der Biologie des Neusiedlersees (1954–1977)
Von der mn. Kl. eingesetzt am 19. Dezember 1954, aufgegangen in der Kommission für Ökologie am 3. März 1977.
Obmänner: Höfler (1954), Biebl (1970), Kühnelt (1974).
Kommission für die Sprachen und Kulturen Südasiens (1956–1991)
Von der ph. Kl. als Kommission für die Sprachen und Kulturen Süd- und Ostasiens eingesetzt am 13. Juni 1956, umbenannt (unter Auslassung Ostasiens) am 14. Jänner 1970, aufgegangen im Institut für Kultur- und Geistesgeschichte Asiens mit 1. Jänner 1992.
Obmänner: Frauwallner (1956), Oberhammer (1976).
Kommission für die Ausübung des wissenschaftlichen Protektorates über die Biologische Station Wilhelminenberg (1957–1966)
Als gemeinsame Kommission eingesetzt am 28. Juni 1957, in Kuratorium des Instituts für Vergleichende Verhaltensforschung umgewandelt am 11. November 1966.
Obmann: Knoll (1957).
Radiowissenschafiliche Kommission bei der Österreichischen Akademie der Wissenschaften (1958–1987)
Von der mn. Kl. eingesetzt am 13. Februar 1958, in Österreichisches Nationalkomitee der International Union of Radio Science umgewandelt am 10. Dezember 1987.
Obmänner: Steinhauser (1958), Burkard (1967), Bauer (1981).
Kommission für Geschichte Österreichs (1959–1992)
Von der ph. Kl. als Kommission zur Schaffung einer Geschichte Österreichs eingesetzt am 4. Februar 1959, umbenannt am 17. November 1965, mit der Historischen Kommission vereinigt mit 1. Jänner 1993.
Obmänner: Hantsch (1959), Alfons Lhotsky (1962), Hantsch (1968), Wandruszka (1971), Plaschka (1988).
Kommission für das Internationale Biologische Programm und für SCOPE (1964–1974)
Von der mn. Kl. eingesetzt am 20. März 1964, aufgelöst am 10. Oktober 1974, die Agenden von SCOPE (Scientific committee for problems of the environment) der Kommission für Landschaftsökologie, Naturschutz und Landschaftspflege übertragen.
Obmänner: Biebl (1964), Kühnelt (1966).
Kommission für die Ausübung des wissenschaftlichen Protektorates über das Institut für Naturschutz und Landschaftspflege (1964–1973)
Von der mn. Kl. eingesetzt am 24. Jänner 1964, mit der Kommission für Landschaftsökologie, Naturschutz und Landschaftspflege vereinigt am 15. Februar 1973.
Obmänner: Knoll (1964), Spreitzer (1970).
Kommission für frühchristliche und ostkirchliche Kunst (1966–1988)
Von der ph. Kl. eingesetzt am 14. Dezember 1966, zusammengelegt mit der Kommission für Byzantinistik am 2. März 1988.
Obmann: Demus (1966).
Kommission für Landschaftsökologie, Naturschutz und Landschaftspflege (1967–1977)
Von der mn. Kl. eingesetzt am 12. Jänner 1967, mit der Kommission für die Ausübung des wissenschaftlichen Protektorates über das Institut für Naturschutz und Landschaftspflege zusammengelegt am 15. Februar 1973, erweitert durch den Zusatz „SCOPE“ am 10. Oktober 1974, aufgegangen in der Kommission für Ökologie am 3. März 1977.
Obmänner: Knoll (1967), Spreitzer (1970), Kühnelt (1973).
Kommission für Informationsverarbeitung (1968–1972)
Von der mn. Kl. als Kommission für Rechenanlagen eingesetzt am 26. Jänner 1968, in ein Institut der Akademie umgewandelt am 19. Dezember 1972.
Obmann: Hlawka (1968).
Bolzano-Subkommission (1969–1991)
Als gemeinsame Subkommission für das Werk und die Nachwirkung Bernard Bolzanos bei der Kommission für Geschichte der Mathematik und der Naturwissenschaften eingesetzt am 27. Juni 1969, der Kommission für Philosophie und Pädagogik angegliedert am 29. November 1991.
Obmänner: Hornich (1970), Ferrari d'Occhieppo (1979), Christian (1988).
Kommission für sozioökonomische Entwicklungsforschung (1971–1973)
Als gemeinsame Kommission für Zukunftsforschung eingesetzt am 10. Dezember 1971, umbenannt am 10. März 1972, in ein Institut umgewandelt am 20. Juni 1973.
Obmann: Schmetterer (1971).
Kommission für biologische Ozeanographie (1972–1977)
Von der mn. Kl. eingesetzt am 10. März 1972, aufgegangen in der Kommission für Ökologie am 3. März 1977.
Obmänner: Biebl (1972), Kühnelt (1974).
Kommission für Schallforschung (1972–1993)
Als gemeinsame Kommission eingesetzt am 28. Jänner 1972, in eine Einrichtung der Akademie umgewandelt mit 1. Jänner 1994.
Obmänner: Graf (1972), Wessely (1982).
Kommission für Urbanökologie (1972–1977)
Von der mn. Kl. eingesetzt am 23. November 1972, zusammengelegt mit der Kommission für Ökologie am 3. März 1977.
Obmänner: Biebl (1972), Kühnelt (1974).
Kommission für das International Geological Correlation Programme (IGCP) (1972–1987)
Von der mn. Kl. eingesetzt am 22. Juni 1972, im Nationalkomitee aufgegangen 1987.
Obmänner: Petraschek (1973), Helmuth Zapfe (1975).
Kommission für das Lexicon Iconographicum Mythologiae Classicae (1975–1992)
Von der ph. Kl. eingesetzt am 19. März 1975, mit der Kommission für antike Literatur und lateinische Tradition zusammengelegt mit 1. Jänner 1993, der Forschungsstelle für Archäologie angegliedert am 6. März 1996.
Obmänner: Hermann Vetters (1975), Schwabl (1992).
Kommission für Ökologie und SCOPE (1977–1991)
Von der mn. Kl. durch Zusammenlegung der Kommission für Landschaftsökologie, Naturschutz, Landschaftspflege und SCOPE, der Kommission für Biologische Ozeanographie, der Kommission zur Erforschung der Biologie des Neusiedlersees und der Kommission für Urbanökologie eingesetzt am 3. März 1977, durch Zusatz „und SCOPE“ erweitert am 9. November 1978, umbenannt am 10. Dezember 1987, übergeführt in die Forschungsstelle für Biosystematik und Ökologie mit 18. Jänner 1991.
Obmänner: Kühnelt (1977), Burian (1988).
Kommission für Finanzrechtswissenschaft (1981–1992)
Von der ph. Kl. eingesetzt am 24. Juni 1981, mit der Kommission für Europarecht, internationales und ausländisches Privatrecht vereinigt mit 1. Jänner 1993.
Obmann: Stoll (1981).
Kommission für Tropenbiologie (1981–1991)
Von der mn. Kl. eingesetzt am 25. Juni 1981, in die Forschungsstelle für Biosystematik und Ökologie einbezogen am 18. Jänner 1991.
Obmann: Ehrendorfer (1981).
Gemischte österreichisch-polnische Historikerkommission (1983–1990)
Von der ph. Kl. eingesetzt am 22. Juni 1983, der Kommission für Geschichte Österreichs untergeordnet am 20. Juni 1990.
Obmann: Leitsch (1983).
Kommission für Humanökologie (1987–1991)
Als gemeinsame Kommission eingesetzt am 11. Dezember 1987, einbezogen in die Forschungsstelle für Biosystematik und Ökologie 1991.
Obmann: Ehrendorfer (1987).
Kommission „Geschichte des. Bürgertums in der Habsburgermonarchie“ (1991–1992)
Von der ph. Kl. als Subkommission bei der Kommission für die Geschichte der österreichisch-ungarischen Monarchie eingesetzt am 6. März 1991, der Historischen Kommission angegliedert am 13. Februar 1992.
Obmann: Rumpier (1991).

### Aufgelöste Kommissionen
(Stand 1997, Bestandszeitraum in Klammer neben dem Titel)
Kommission zur Leitung der Untersuchung der Braun- und Steinkohlen des Österreichischen Kaiserstaates (1849–1858)
Von der mn. Kl. eingesetzt am 11. Oktober 1849, aufgelöst 1858.
Berichterstatter: Anton Schrötter von Kristelli (1849).
Kommission zur Leitung der. Ausarbeitung einer Fauna des österreichischen Kaiserstaates (1849–1853)
Von der mn. Kl. eingesetzt am 18. Juni bzw. 1. November 1849, aufgelöst 1853.
Berichterstatter: Partsch (1849).
Kommission zur Leitung des meteorologischen Beobachtungssystems im österreichischen Kaiserstaate (1849–1861)
Von der mn. Kl. eingesetzt am 18. Jänner 1849, aufgelöst 1861.
Berichterstatter: Schrötter (1849).
Kommission zur Leitung der Herausgabe der Acta conciliorum saeculi XV. (1850–1919)
Von der ph. Kl. eingesetzt am 9. Jänner 1850, aufgelöst 1919.
Berichterstatter: von Karajan (1850).
Kommission zur Durchführung der Expedition „Novara“ (1856–1859)
Von der mn. Kl. eingesetzt am 30. Oktober 1856, aufgelöst 1859.
Kommission zur Aufstellung und Katalogisierung der von den Naturforschern der Weltumsegelungsexpedition (mit der Novara 1857–1859) eingesendeten Sammlungen (1858–1888)
Von der mn. Kl. eingesetzt am 25. Februar 1858, aufgelöst 1888.
Kommission zur Erforschung der physikalischen Verhältnisse des Adriatischen Meeres (1867–1884)
Von der mn. Kl. eingesetzt am 31. Jänner 1867, aufgelöst 1884.
Obmann: Stefan (1867).
Kommission für die Veranstaltung einer Gesamtausgabe des griechischen Grabreliefs (1873–1907)
Von der ph. Kl. eingesetzt am 2. April 1873, aufgelöst 1907.
Obmänner: von Birk (1873), von Sacken (1881), von Kenner (1883).
Kommission zur Beratung, ob eine Abnahme der Wassermenge in den Flüssen und Quellen stattfindet (1874–1875)
Von der mn. Kl. eingesetzt 1874, aufgelassen 1875.
Kommission zur Vornahme geothermischer Untersuchungen in dem Bohrloche bei Böhmisch-Brod (1875–1877)
Von der mn. Kl. eingesetzt 1875, aufgelöst 1877.
Kommission für Herausgabe d. Mahâbhârata und der Quellenschriften der altindischen Lexikographie (1891–1937)
Von der ph. Kl. als Kommission für die Herausgabe von Quellenschriften der altindischen Lexikographie eingesetzt am 8. Juli 1891, erweitert 1908, aufgelöst 1937.
Obmann: von Schroeder (1899).
Kommission für die petrographische Erforschung der Zentralkette der Ostalpen (1894–1925)
Von der mn. Kl. eingesetzt am 18. Jänner 1894, aufgelassen 1925.
Obmann: Tschermak (1900).
Kommission für Schweremessung (1894–1903)
Von der mn. Kl. eingesetzt am 12. Juli 1894, aufgelöst 1903.
Kommission für die Herausgabe der arabischen Aristoteles-Übersetzungen (1897–1914, 1923–1938)
Von der ph. Kl. als Kommission zur Untersuchung der orientalischen, zumeist arabischen Übersetzungen griechischer Literaturwerke eingesetzt am 3. Februar 1897, aufgelöst 1914, neu eingesetzt am 24. Jänner 1923, aufgelöst 1938.
Obmann: Gomperz (1900).
Kommission für das Studium d. Rostpüze (1898–1900)
Von der mn. Kl. eingesetzt am 3. März 1898, aufgelöst 1900.
Kommission für das Internationale Katalogunternehmen (1898–1903)
Von der mn. Kl. eingesetzt am 20. Oktober 1898, aufgelöst 1903.
Kommission für die Ausführung mineralsynthetischer Versuche bei hohen Temperaturen (1901–1911)
Von der mn. Kl. eingesetzt am 11. Juli 1901, aufgelöst 1911.
Obmann: Tschermak (1901).
Kommission zur Vornahme wissenschaftlicher Untersuchungen beim Baue des Alpentunnels (1901–1925)
Von der mn. Kl. als Kommission zur Vornahme wissenschaftlicher Untersuchungen beim Baue des Tauerntunnels eingesetzt am 13. Juni 1901, umbenannt 1905, aufgelöst 1925.
Obmann: Tschermak (1901).
Kommission für Gehirnanatomie (1902–1921)
Von der mn. Kl. eingesetzt am 15. Mai 1902, aufgelöst 1921.
Obmann: Toldt (1902).
Kommission für die Herausgabe einer chemischen Kristallographie (1902–1904)
Von der mn. Kl. eingesetzt 1902, aufgelöst 1904.
Obmann: Toldt (1902).
Kommission für die Errichtung einer Sonnenwarte (1904–1921)
Von der mn. Kl. als Kommission für Sonnenforschung eingesetzt am 23. Juni 1904, umbenannt am 31. Oktober 1907, aufgelöst 1921.
Obmann: Weiss (1904).
Kommission für die Neubearbeitung des Mittellateinischen Wörterbuches (v. Du Gange) (1911–1912, 1936–1986)
Von der ph. Kl. als Kommission für die Herausgabe eines Mittellateinischen Wörterbuches eingesetzt am 18. Oktober 1911, aufgelöst 1912, neu eingesetzt und umbenannt in Kommission für die Neubearbeitung des Mittellateinischen Wörterbuches von Du Cange am 2. Dezember 1936, mit der Kommission zur Herausgabe eines Thesaurus Linguae Latinae zusammengelegt am 15. Dezember 1982, die beiden zusammengelegten K., umbenannt in Kommission für Antike Literatur und lateinische Tradition am 9. April 1986.
Obmänner: Hirsch (1936), Meister (1941), Lesky (1957), Hanslik (1970).
Kommission zur Vorbereitung eines Thesaurus der griechischen Sprache (1914–1945)
Von der ph. Kl. als Kommission zur Beratung der Angelegenheit eines Thesaurus der griechischen Sprache eingesetzt am 17. Juni 1914, umbenannt 1926, aufgelöst 1945.
Obmann: Kretschmer (1914).
Kommission für historische und linguistische Forschungen im Orient (1916–1918)
Von der ph. Kl. eingesetzt am 1. März 1916, aufgelöst 1918.
Kommission für Gezeitenfonds (1918–1930)
Von der mn. Kl. eingesetzt am 31. Oktober 1918, aufgelöst 1930.
Kommissionen für die naturwissenschaftliche Durchforschung der Höhlen im Tennengebirge (1921–1925)
Von der mn. Kl. eingesetzt am 10. Februar 1921, aufgelöst 1925.
Technische Kommission (1927–1964)
Von der mn. Kl. eingesetzt am 24. Februar 1927, aufgelöst am 10. Dezember 1964.
Obmänner: Wegscheider (1933), Mache (1945), Hopfner (1947), Fröhlich (1954).
Sternwarte-Kommission (1929–1947)
Von der mn. Kl. eingesetzt am 17. Oktober 1929, aufgelöst 1933, neu eingesetzt am 19. Dezember 1942, aufgelöst am 6. März 1947.
Obmann: Graff (1942).
Kommission für Polarforschung (1930–1943)
Von der mn. Kl. eingesetzt am 23. Juni 1930 zwecks Beteiligung am 2. Int. Polarjahr 1932/33 (Expedition Jan Mayen), aufgelassen 1943.
Kommission für Bildnisse und Büsten (1931–1977)
Als gemeinsame Kommission für die Präsidentenbildnisse eingesetzt am 24. April 1931, umbenannt 1954, aufgelöst am 11. November 1977.
Obmänner: Keil (1945), Meister (1954), Demus (1964).
Kommission zur Herausgabe von Schriften zur Rassenkunde und menschlichen Erblehre (1942–1945)
Als gemeinsame Kommission eingesetzt am 19. Februar und 4. März 1942, aufgelöst am 29. Juni 1945.
Kommission für die Erforschung der Fauna Österreichs (1947–1992)
Von der mn. Kl. als Kommission für die Herausgabe eines Catalogus Faunae Austriae eingesetzt am 23. Jänner 1947, Übernahme der Agenden der Internationalen Arbeitsgruppe zur Erfassung der europäischen Tierwelt und Erweiterung um den Zusatz „und zur Erfassung der europäischen Tierwelt (EIS)“ am 10. Oktober 1974, umbenannt am 28. November 1991, aufgelöst mit 31. Dezember 1992.
Obmänner: Böhm (1947), Kühnelt (1959), Franz (1988).
Österreichische Forschungsgemeinschaft für den Südosten und Orient (1947–1950)
Als gemeinsame Kommission eingesetzt am 25. Oktober 1946, aufgelöst 1950.
Obmann: Hassinger (1947).
Gesellschaft für Mittelalterforschung Societas medii aevi (1948–1969)
Von der ph. Kl. eingesetzt am 18. März bzw. 14. April 1948, aufgelöst und der Kommission für Geschichte Österreichs angegliedert am 3. März 1969.
Obmann: Leo Santifaller (1948).
Anthropologische Kommission (1949–1984)
Als gemeinsame Kommission eingesetzt am 29. April 1949, aufgelöst am 16. März 1984.
Obmänner: Weninger (1949), Breitinger (1960).
Kommission für Burgenforschung und Mittelalterarchäologie (1950–1986)
Von der ph. Kl. als Kommission für Burgenforschung eingesetzt am 26. April 1950, stillgelegt und an die Prähistorische Kommission angeschlossen am 26. März 1969, reaktiviert und umbenannt am 23. Jänner 1976, aufgelöst am 15. Jänner 1986.
Obmänner: Loehr (1950), Demus (1960), Pittioni (1976).
Corpus vasorum antiquorum (CVA) Kommission für d. CVA (1951–1992)
Von der ph. Kl. am 11. April 1951 eingesetzt zur Herausgabe d. CVA, Reihe Österreich im Rahmen der Unternehmungen d. UAI, aufgelöst 1992.
Obmänner: Eichler (1951), Noll (1971), Kenner (1975), Hermann Vetters (1991).
Kommission für die Erforschung der Flora Österreichs (1952–1992)
Von der mn. Kl. als Kommission für die Herausgabe eines Catalogus Florae Austriae eingesetzt am 13. Dezember 1952, umbenannt am 28. November 1991, aufgelöst mit 31. Dezember 1992.
Obmänner: Tschermak-Seysenegg (1952), Knoll (1962), Ehrendorfer (1979).
Atlas von Niederösterreich (1954–1964)
Als gemeinsame Subkommission für den Atlas von Niederösterreich und Wien bei der Kommission für Raumforschung und Wiederaufbau eingesetzt am 12. März 1954, aufgelöst 1964.
Obmänner: Keil (1954), Bobek (1961).
Kommission für den Volkskundeatlas in Österreich (1956–1981)
Von der ph. Kl. eingesetzt am 13. Juni 1956, aufgelöst am 24. November 1981.
Obmänner: Meister (1956), Hunger (1964), Wolfram R. (1972).
Kommission für Strahlenforschung und Strahlenschutz (1958–1982)
Von der mn. Kl. eingesetzt am 24. April 1958, aufgelöst am 7. Oktober 1982.
Obmänner: Przibram (1958), Ortner (1965).
Kommission für Gesellschafts- und Kulturwissenschaft (1960–1964)
Von der ph. Kl. eingesetzt am 26. Oktober 1960, aufgelöst 1964.
Obmann: Meister (1960).
Kommission für einen Kunstatlas Österreichs (1961–1977)
Von der ph. Kl. als Kommission für Kunsttopographie Österreichs eingesetzt am 13. Oktober 1961, umbenannt am 22. November 1961, aufgelöst am 11. November 1977.
Obmänner: Demus (1961), Grasberger (1974).
Kommission für Weltraumforschung bei der Österreichischen Akademie der Wissenschaften (1962–1980)
Von der mn. Kl. als Subkommission der Geophysikalischen Kommission eingesetzt am 13. Dezember 1962, in eine selbständige Kommission umgewandelt am 10. Oktober 1968, aufgelöst am 26. Juni 1980.
Obmänner: Steinhauser (1962), Burkard (1971).
Kommission für Gletscherforschung (1962–1982)
Von der mn. Kl. als Subkommission bei der Geophysikalischen Kommission eingesetzt am 13. Dezember 1962, aufgelöst am 7. Oktober 1982.
Obmann: Steinhauser (1962).
Kommission für Geschichte Mittelasiens (1965–1980)
Von der ph. Kl. eingesetzt am 20. Oktober 1965, aufgelöst am 25. Juni 1980.
Obmänner: Frauwallner (1965), Göbl (1971).
Corpus Signorum Imperii Romani (CSIR) Kommission für d. Corpus der Skulpturen der römischen Welt (1966–1992)
Von der ph. Kl. am 6. Mai 1966 eingesetzt zwecks Herausgabe d. CSIR, Reihe Österreich, in Verbindung mit der Association Internationale d'Archeologie Classique, aufgelöst 1992.
Obmänner: Eichler (1966), Kenner (1971), Vetters (1991).
Kommission für das Geodynamics Project (1971–1978)
Von der mn. Kl. als Subkommission bei der Geophysikalischen Kommission eingesetzt am 7. Oktober 1971, aufgelöst am 5. Oktober 1978.
Obmann: Steinhauser (1971).
Kommission für Rechtschreibungsfragen (1971–1983)
Von der ph. Kl. eingesetzt am 17. März 1971, aufgelöst am 19. Jänner 1983.
Obmänner: Höfler (1971), Seidler (1973).
Stratigraphische Kommission (1971–1977)
Von der mn. Kl. eingesetzt am 1. April 1971, aufgelöst am 15. Dezember 1977.
Obmann: Helmuth Zapfe (1971).
Kommission für Sozial- und Wirtschaftswissenschaften (1971–1989)
Von der ph. Kl. eingesetzt am 31. März 1971, aufgelöst am 30. April 1989.
Obmänner: Mahr (1971), Weber (1972), Vodrazka (1987).
Kommission für Volkskunde (1972–1982)
Von der ph. Kl. eingesetzt am 28. April 1972, aufgelöst am 24. November 1982.
Obmann: Schmidt (1972).
Kommission für Völkerrecht und internationale Beziehungen (1972–1994)
Von der ph. Kl. als Kommission für die österreichischen Digesten des Völkerrechts eingesetzt am 22. März 1972, umbenannt am 6. Oktober 1976, aufgelöst 1994.
Obmann: Verosta (1972).
Kommission zur Erforschung des Nervensystems bei der Akademie der Wissenschaften (1972–1975)
Von der mn. Kl. eingesetzt am 31. Mai 1972, aufgelöst am 7. November 1975.
Obmann: Schmid (1972).
Kommission für Gregor-Mendel-Forschung (1972–1976)
Als gemeinsame Subkommission bei der Kommission für Geschichte der Mathematik, Naturwissenschaften und Medizin eingesetzt am 23. Juni 1972, aufgelöst am 8. Oktober 1976.
Obmann: Knoll (1972).
Kommission für das Studium der Menschenrechte (1973–1988)
Von der ph. Kl. als Kommission für Menschenrechte eingesetzt am 28. November 1973, umbenannt 11. Dezember 1974, aufgelöst 2. März 1988.
Obmann: Ermacora (1973).
Kommission für Atheroskleroseforschung (1977–1992)
Von der mn. Kl. als Kommission für Atherosklerose- und Thromboseforschung eingesetzt am 24. November 1977, umbenannt am 6. Mai 1988, aufgelöst mit 31. Dezember 1992.
Obmänner: Auerswald (1977), Kraupp (1981).
Kommission für Ökonometrie (1978–1983)
Als gemeinsame Kommission eingesetzt am 23. Juni 1978, aufgelöst am 16. Dezember 1983.
Obmann: Tintner (1978).
Kommission für Schmerzforschung und klinische Anästhesieforschung (1979–1992)
Von der mn. Kl. als Kommission für Schmerzforschung eingesetzt am 11. Oktober 1979, umbenannt am 30. April 1987, aufgelöst mit 31. Dezember 1992.
Obmann: Mayrhofer-Krammel (1979).
Kommission für die Erforschung der deutschen Sprache in Österreich (1981–1988)
Von der ph. Kl. eingesetzt am 24. Juni 1981, aufgelöst am 2. März 1988.
Obmann: Reiffenstein (1981).
Kommission für die Geschichte der Wissenschaften in Österreich (1981–1985)
Als gemeinsame Subkommission bei der Kommission für Geschichte der Mathematik, Naturwissenschaften und Medizin eingesetzt am 18. Dezember 1981, aufgelöst am 18. Jänner 1985.
Obmann: Hunger (1981).
Kommission für Leukämieforschung und Knochenmarktransplantation (1982–1992)
Von der mn. Kl. eingesetzt am 25. November 1982, aufgelöst mit 31. Dezember 1992.
Obmann: Deutsch-Kempny (1982).
Kommission für Kunst- und Musiksoziologie (1989–1994)
Von der ph. Kl. eingesetzt am 13. Dezember 1989, aufgelöst am 16. November 1994.
Obmann: Reichardt (1989).